# Ruslands Socialdemokratiske Arbejderparti
Ruslands Socialdemokratiske Arbejderparti (RSDAP) (russisk: Росси́йская социа́л-демократи́ческая рабо́чая па́ртия, РСДРП) eller Ruslands Socialdemokratiske Parti var et russisk socialdemokratiskt parti, som stiftedes 1898 i Minsk i Det Russiske Kejserrige og var aktivt under zarens sidste år.
Partiet spaltedes ud i forskellige forgreninger som følge af ideologiske uenigheder. Bolsjevikkernes fraktion af partiet blev senere til Sovjetunionens kommunistiske parti.

## Splittelse mellem bolsjevikker og mensjevikker
På RSDAP's 2. kongres i 1903 afsløredes en uenighed i partiet mellem radikale socialdemokrater bl.a. repræsenteret ved Lenin og moderate socialdemokrater bl.a. repræsenteret ved Martov om organisatoriske og strategiske spørgsmål. En skarp debat om partiets vedtægter vedrørte spørgsmålet om, der skulle stilles krav om aktiv deltagelse i en partiorganisationen eller det var tilstrækkeligt at give økonomisk støtte for at kunne betragtes som medlem. Bolsjevikkerne var fortalere for, at partiet skulle ledes af en disciplineret elite, der bestod af aktive professionelle revolutionære. Mensjevikkerne ønskede et åbent parti tilsvarende de eksisterende partier i det øvrige Europa, hvor ikke-aktive sympatisører fik lov til at have indflydelse. En del af baggrunden for dette spørgsmåls betydning var antallet af stemmer, en partiorganisation fik på kongressen som følge af antallet af medlemmer, og dermed om man kunne få indflydelse i partiet gennem økonomiske bidrag.
Ved afstemningen den 23. august 1903 fik Lenins fraktion, der stillede krav om aktiv deltagelse i partiorganisationerne, flertallet. Siden da kaldte fraktionen sig for bolsjevikker (dansk: ~ flertallet eller flertalsfraktionen). Den anden fraktion kaldte sig for mensjevikker (dansk: ~ mindretallet eller mindretalsfraktionen). Kort efter blev Lenin valgt til centralkomiteen og bosjevikkerne vandt valgene til centralkomiteen og redaktionsudvalget for tidsskriftet "Iskra".
I øvrigt blev Lenin genvalgt til centralkomiteen på den 3. kongres i London i begyndelsen af 1905, men trådte ud af centralkomiteen i slutningen af 1905.
Programmatisk var begge fløje af partiet enige om, at de så sig selv som et marxistisk parti, der efter en revolution ville etablere proletariatets diktatur, der skulle føre frem mod det klasseløse kommunistiske samfund. Ifølge Marxs historiske materialisme måtte den proletariske revolution efterfølge en borgerlig revolution, der fjernede resterne af feudalisme. Imidlertid var borgerskabet numeriskt meget svagt i kejserriget ved århundredeskiftet, og udgjorde ikke nogen opposition mod regimet. RSDAP befandt sig dermed i den situation, at borgerskabet, som de så som klassefjende "holdt i tømmerne", men samtidigt stod i vejen for udviklingen. Bønderne ville partiet begunstige ved tilbagelevering af de såkaldte "udskårne stykker". Det land som landsbysamfundene havde mistet til ågerkarle og gennem godsejernes "indhegninger" siden afskaffelsen af livegenskabet. Tilbageleveringen blev imidlertid ikke gennemført efter Februarrevolutionen, men gennemført umiddelbart efter Oktoberrevolutionen af "Arbejder- og bonderegering" den 8. november 1917 med "Декрет о земле" (dansk: dekretet om land)..